# 葉華成
葉華成（1913年3月8日—2002年11月22日），生於南洋，後來返回老家福建金門成為釀酒專家，為金城酒廠之創立者，九龍江酒廠（金門酒廠前身）的首任技術員，金門高粱酒祖師，后成为英文教师。

## 生平
葉華成因父親經商而於1913年3月8日出生於印尼蘇門答臘，後畢業於廣東中山大學，精通七八種語言，1936年回福建金門成婚，次年再赴新加坡從事鐘錶貿易，太平洋戰爭時受波及，1948年返回祖居金門投入釀酒事業。葉華成在客家籍的退伍軍人廖光中指導下，花了一兩多金子買東山島撤退時帶過來的酒麴，利用三千多斤的白米進行發酵釀酒，不料酒麴早已受海水浸泡而失效，大批白米發酵失敗成了餿水，傾囊的老本就此泡湯。
不幸遭遇如此逆境，葉華成先到莊天德在後浦城市場的小酒坊觀摩製米酒過程，接著變換製酒的種類，改釀高粱酒，並請教許多北方軍人的意見，最後才成功地製造出好酒。
根據《金門縣志》記載，金門很早就有高粱，但古法釀的高粱有酒糟味不能喝，只能作泡藥酒用，因此並未量產，金門人只釀地瓜酒及米酒。由於金門米很少大部份靠進口，而葉華成這時已無錢再買米，於是想用家門前種的高粱試釀北方白酒，但朋友告訴他會有酒糟味。為克服高粱酒的酒糟味自己買洋文書來參考，摸索出小麥麴釀法。

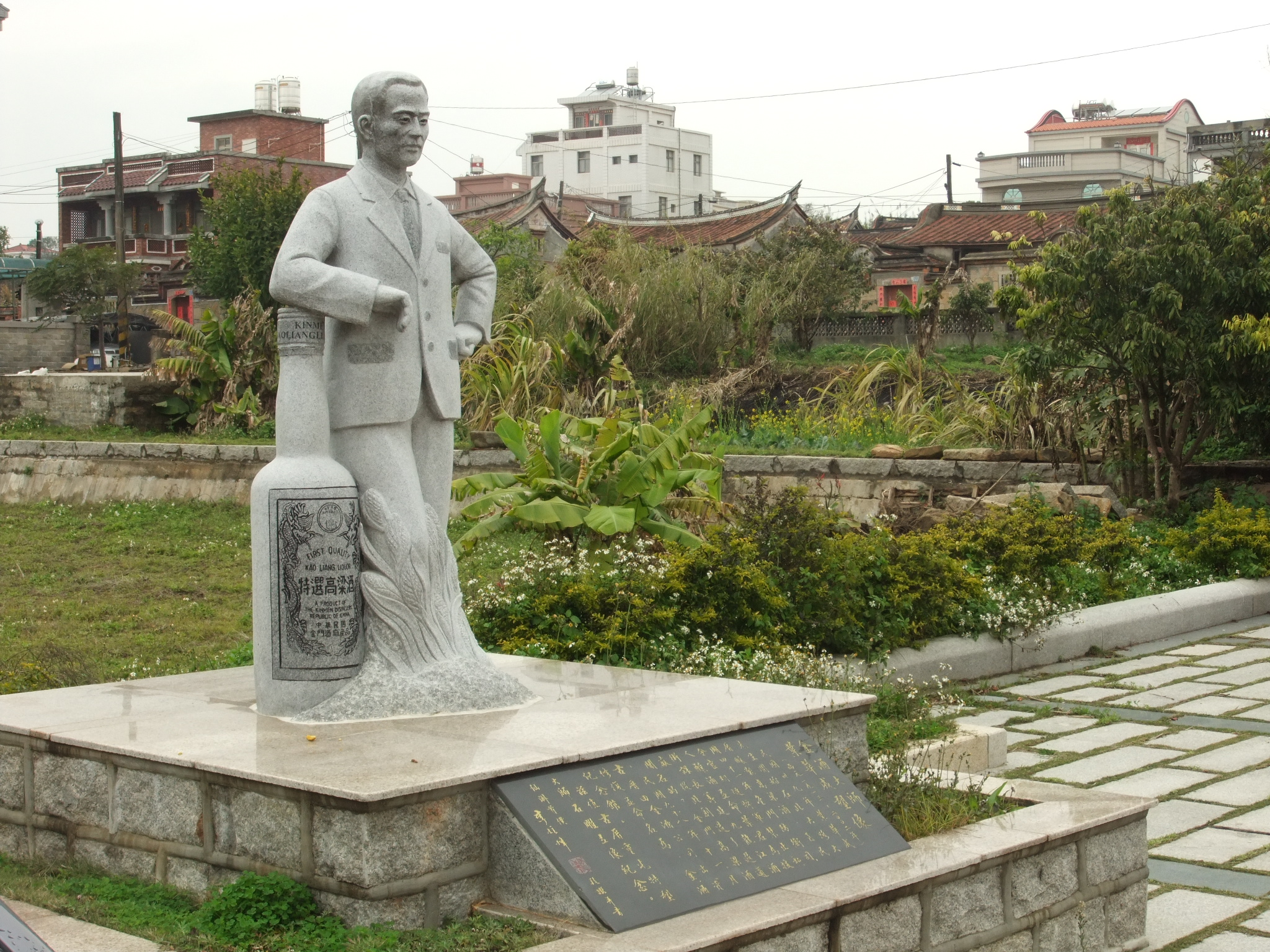
葉華成像,在金门高粱酒厂前

1950年葉華成第一次在金門釀出高粱酒。當時多家酒廠中，就屬他在六路大厝開設的金城酒廠生意最好，廠內的高粱酒一瓶可賣二十塊。當時中華民國國軍剛撤遷到金門，經費十分拮据卻需養十三萬大軍，胡璉經軍人推介無意間喝到葉華成的高粱酒，大讚好酒，又見金城酒廠的生意實在好，就興起經營酒廠的念頭。葉華成的兒子葉競榮回憶當時胡璉先下令私人不准釀酒，並派三、四位副官每天到葉家裡來要求葉華成幫忙公家蓋酒廠，之後更直接於1952年9月3日下了一道軍令派葉華成為金門經管組附設酒廠技術課長，葉華成無法違反軍令只好接受。1953年金城酒廠原址成為後來的九龍江酒廠。胡璉於1952年10月囑咐葉華成擇地另建新廠。葉華成選擇現今金門南門城外之處，葉華成因此也從自己作老闆變成為公家賺錢的伙計，為補償葉華成，當時廠長周新春月薪九百元，身為底下課長的葉華成月薪高達三千元。
由於軍方需錢孔急，根據金酒網頁歷史記載廠未建成前先在金城酒廠借用葉家小麥麴(養成需2~3月時間)及設備生產，才能於民國42年2月1日(這個時間是葉華成故意安排的，因2月1日是葉華成的農曆生日)宣佈正式量產上市。民國42年3月1日金門經管組改組，附屬酒廠正式定名為『九龍江酒廠』，全廠課長及技士名稱也全改變。由於當時金門高粱產量不敷大量釀酒所需，而戰時進出口極為困難，葉華成乃建議胡璉以「一斤高粱換一斤白米」的措施鼓勵農民種植高粱，除可解決原料不足的問題之外，也可造福百姓，此政策後來改為保價收購。
《金門縣志》（2007年續修），對於金城酒廠徵收一事有不同的記載。《金門縣志》記載，1952年9月3日，中華民國陸軍金門防衛司令部以公文強行指派葉華成擔任金門經濟管制組附設酒廠技術課課長，暫以金城酒廠原址作為臨時廠房。1953年1月14日，金門城外的九龍江酒廠新廠房落成，1953年2月，正式量產。
金酒大賣，葉華成還改善鍋爐及凝結器進一步提高產量以應付市場需求，成為民國42年5月報紙的大新聞，但由於金酒太受台灣六十萬大軍喜愛，銷路太好，偷酒嚴重，酒廠內的「黑衣人」越來越多，而他卻被廠長賦予兼管庫存量的責任揹黑鍋。
葉華成個性剛毅，不易妥協，在酒廠日上軌道後，酒廠內的「黑衣人」越來越多，因此他成為那些人的眼中刺，承受了諸多壓力的他在1954年離開了九龍江酒廠。
離職後因軍隊這時有錢吃豬肉，金門豬價很好，葉華成起初養豬，卻因胡璉大量由台灣進口豬隻害葉華成血本無歸。於是轉至金門中學教英文，民國47年823炮戰隨金中遷台，餘生在台灣教英文，曾為台北美爾敦英語補習班的名師。
開過英語補習班時還教過王永慶的兩位女兒。
晚年定居台北市石牌，至死不回金門。在當時金門酒廠酒史館的記載，他只不過是金門高粱酒史中，最早的一位釀酒師父。當《新台灣新聞周刊》記者在2002年問八十九歲的他如果可以回福建金門，最想去哪裡？葉華成只見說了一句：「除了金門酒廠之外，別的沒有地方，因爲我要收復我的酒廠。」
同年，病逝於石牌。

## 身後
近年葉家故居整建為金門高粱酒史館，展示半世紀以前釀酒原貌，金酒公司斥資新台幣1,740萬元整修，2009年正式揭牌啟用。為感念「金酒鼻祖」葉華成貢獻，酒史館豎立其雕像，不過老金門人有不同看法：「本來自己當老闆，被徵召變員工，屋子也變公家酒廠，你說會樂意嗎？」

## 編作
曾與女兒合編一本英文文法書《英文法速成秘笈》。